# Bahnhof Branzoll

Der Bahnhof Branzoll (italienisch Stazione di Bronzolo) befindet sich an der Brennerbahn im Süden Südtirols.

## Lage
Der Bahnhof Branzoll befindet sich auf 228 m Höhe links der Etsch in der Gemeinde Branzoll im Unterland. Im Gegensatz zu den anderen Südtiroler Bahnhöfen südlich von Bozen liegt er in unmittelbarer Nähe des Ortszentrums.

## Geschichte
Als 1859 der Abschnitt der Brennerbahn von Verona durch das Etschtal nach Bozen eröffnet wurde, verlor der alte Etschhafen in Branzoll schlagartig an Bedeutung. Die Ortschaft, die zunächst noch über keinen Bahnhof verfügte, büßte stark an wirtschaftlicher Substanz ein. Ende des 19. Jahrhunderts sorgte die Errichtung des Bahnhofs dann wieder für einen ökonomischen Aufschwung, da die lokalen landwirtschaftlichen Erzeugnisse und insbesondere der hinter der Ortschaft abgebaute Porphyr verladen werden konnten. Im Laufe des Ersten Weltkriegs bzw. nach Ausbruch des Gebirgskriegs entwickelte sich Branzoll zum wichtigsten österreichischen Militärbahnhof an der Südfront.
2001 wurden das Aufnahmsgebäude gründlich renoviert, Bahnsteigüberdachungen sowie eine Unterführung errichtet. Auch wurden P+R-Plätze angelegt.

## Baulichkeiten
Das Aufnahmsgebäude ist stilistisch an die italienische Villenarchitektur angelehnt. Der langgestreckte, zweigeschoßige, an ein Herrenhaus erinnernde Bau ist klar symmetrisch angelegt. Er besitzt ein flaches Walmdach, ein mit Rustikastruktur gestaltetes Erdgeschoß und Fensterverdachungen im Obergeschoß.

## Funktion
Bedient wird der Bahnhof Branzoll durch Regionalzüge der Trenitalia sowie der SAD.